# Ana Radović
Ana Radović (* 21. August 1986 in Sarajevo, Jugoslawien) ist eine montenegrinische Handballspielerin.

## Karriere
Radović spielte anfangs bei ŽRK Medicinar Šabac und wechselte im Oktober 2005 zu ŽRK Budućnost Podgorica. Mit Budućnost gewann die Rückraumspielerin 2006 und 2010 den Europapokal der Pokalsieger, 2012 die EHF Champions League, sowie 2006, 2007, 2008, 2009, 2010, 2011 und 2012 die Meisterschaft und den Pokal. Im Sommer 2012 unterschrieb sie einen Vertrag beim dänischen Verein KIF Vejen. Ein Jahr später schloss sie sich wiederum dem serbischen Verein ŽRK Medicinar Šabac an. Im Oktober 2016 erzielte Radović 21 Tore in einem Ligaspiel, womit sie einen neuen Rekord in der höchsten serbischen Spielklasse aufstellte. Nach der Saison 2017/18 beendete sie ihre Karriere. Im Sommer 2024 kehrte sie auf das Handballfeld zurück und schloss sich dem serbischen Verein ŽRK Loznica Grad an.
Radović gehörte dem Kader der montenegrinischen Nationalmannschaft an. Mit Montenegro nahm sie an der Weltmeisterschaft 2011 teil. Im Sommer 2012 nahm Radović mit Montenegro an den Olympischen Spielen in London teil, wo sie die Silbermedaille gewann.